# Ōge-jima
Ōge-jima oder Ōge-shima (jap. 大毛島) ist eine japanische Insel der Seto-Inlandsee.

## Geografie
Die 7,31 km² große Insel liegt südwestlich von Awaji-shima getrennt durch die Naruto-Straße und nordöstlich von Shikoku getrennt durch die Konaruto-Straße („kleine Naruto-Straße“). Nordwestlich erstreckt sich Shimada-shima und südwestlich Takashima. Das Gewässer zwischen den drei Inseln wird Uchi-no-umi (ウチノ海, „innere See“) genannt. Durch Landaufschüttungen zwischen Ōge-jima und Takashima bilden diese heute eine Doppelinsel bei der beide Teile durch einen 50 m breiten Kanal getrennt sind. Zwischen beiden Inseln liegt im Norden das Gewässer Suku-no-umi (スクノ海; 34° 12′ 30″ N, 134° 36′ 30″ O), das durch den Kanal im Süden und eine Schleuse im Norden mit dem Meer verbunden ist. Weitere umgebende Eilande sind Hadaka-jima (裸島; 34° 14′ 13″ N, 134° 38′ 43″ O) im Norden und Tobishima (飛島; 34° 14′ 54″ N, 134° 38′ 53″ O) im Nordosten.

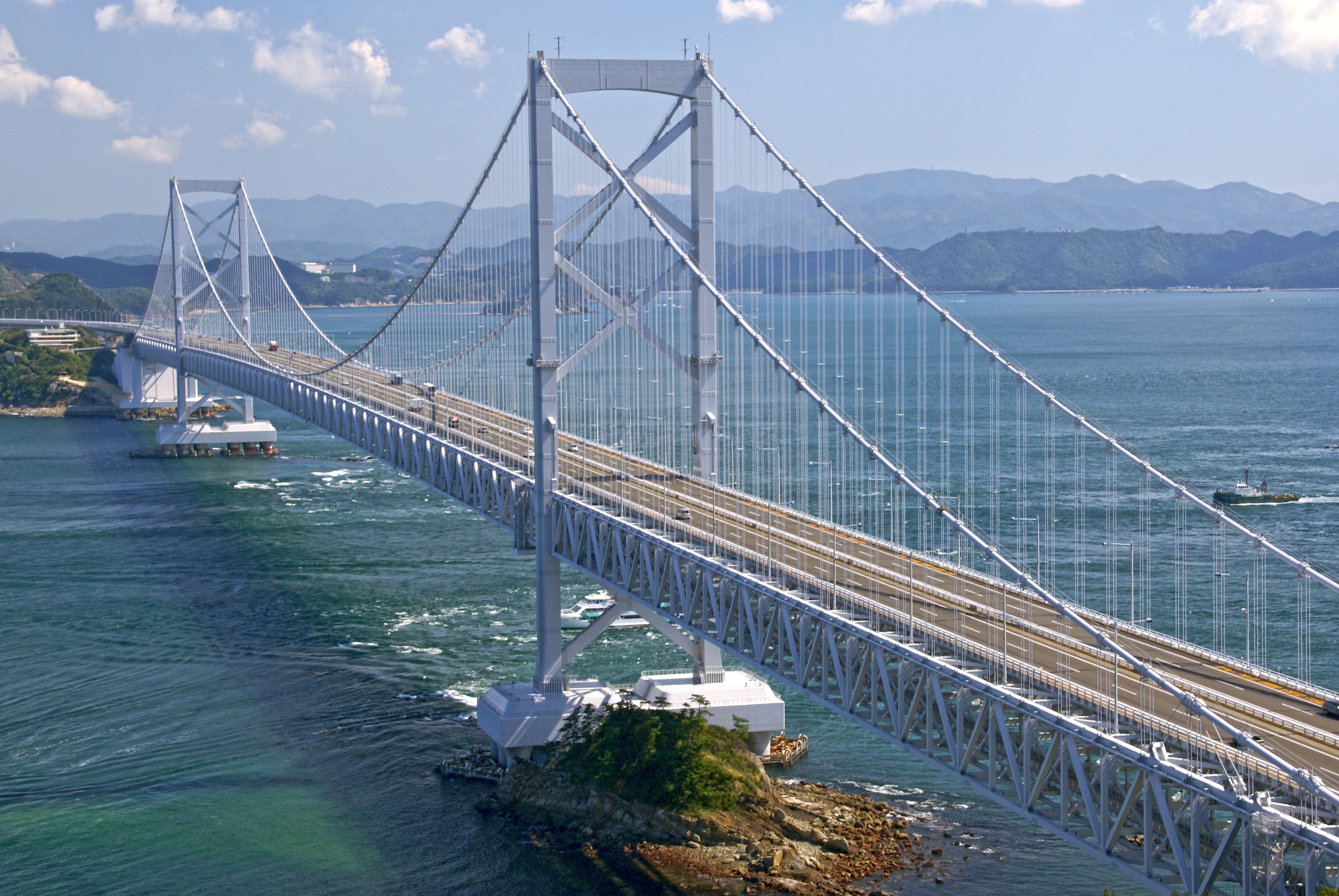
Hadaka-jima (vorne)
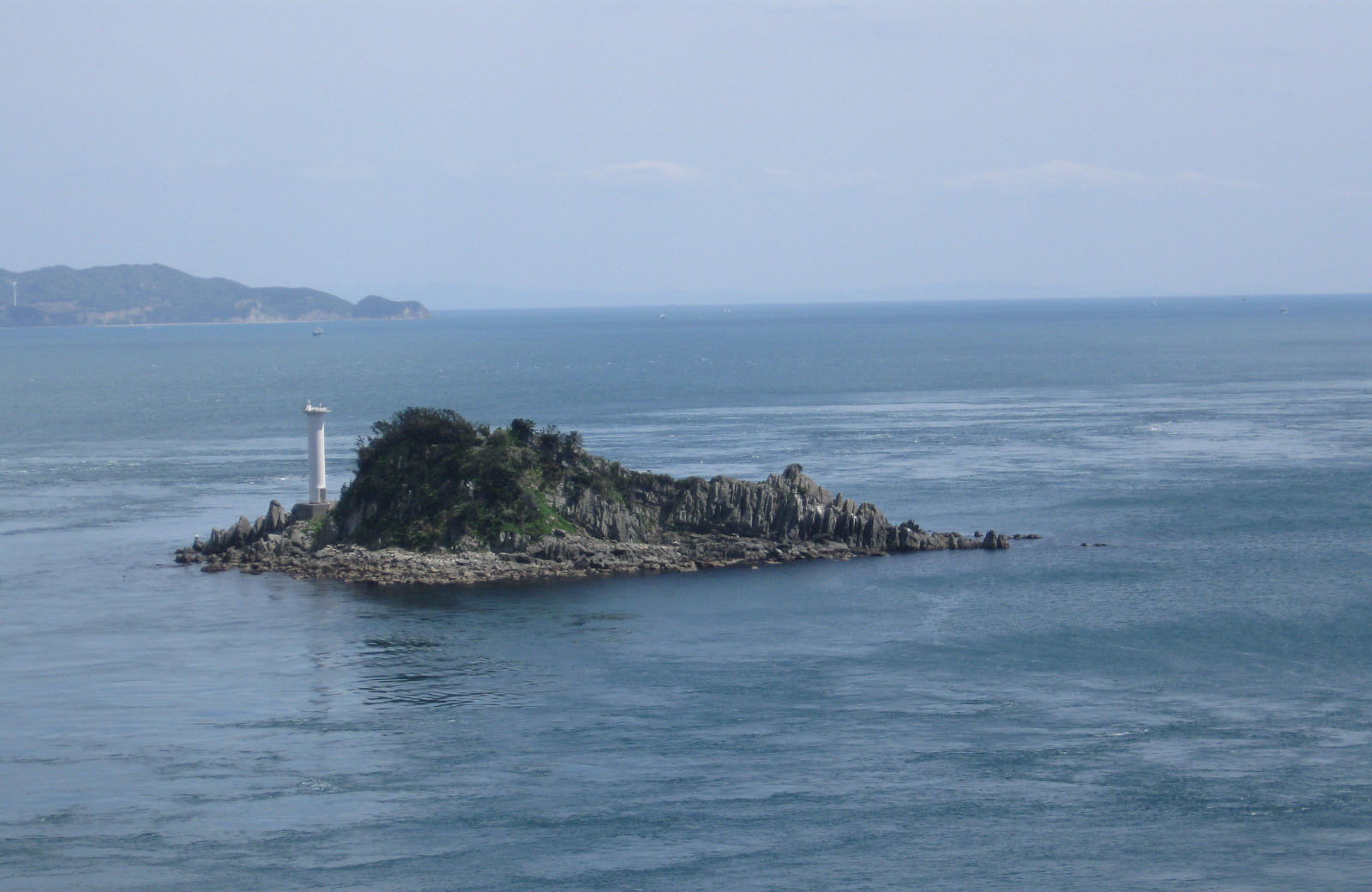
Tobishima

Die höchste Erhebung ist der Mitsuishi-yama (三ツ石山) im Süden mit 198,5 m – im Norden befindet sich der Ōge-yama (大毛山) mit 149,3 m.
Die Insel besteht aus zwei Oberortsteilen (ōaza) der Gemeinde Naruto: Narutochō-Mitsuishi (鳴門町三ツ石) im Südosten nahe Takashima und Narutochō-Tosadomariura (鳴門町土佐泊浦) im Norden, Mitte und Südwesten. Mitsuishi ist unterteilt in die Unterortsteile (koaza) Ejiriyama (江尻山) im Südwesten, Fuyōzanka (芙蓉山下) im Norden, Minamiōte (南大手) im Südosten, sowie Hachikenhama das jedoch zu Takashima gehört. Tosadomariura ist unterteilt von Nord nach Süd in Fukuike (福池), Ōge (大毛), das darin liegende Tanoura (田ノ浦), Kuroyama (黒山), Ōtani (大谷), Takasuna (高砂) entlang der Südostküste (江尻山), Wakiguchi (脇口) und Tosadomariura (土佐泊) entlang der Südwestküste. Zum 31. März 2015 lebten 2686 Einwohner auf der Insel.

## Verkehr
Die Insel ist ein wichtiger Wegpunkt der Kōbe-Awaji-Naruto-Autobahn und im Norden über die Ōnaruto-Brücke („große Naruto-Brücke“) an Awaji-shima angebunden, wobei die Autobahn dann über die Insel durch den 1. und 2. Naruto-Tunnel führt und schließlich über die Muya-Brücke nach Shikoku führt. Parallel zur Muya-Brücke (撫養橋, Muya-bashi) führt die ältere Konaruto-Brücke (小鳴門橋, Konaruto-bashi; „kleine Naruto-Brücke“). Über die zur Panoramastraße Naruto Skyline gehörende Horigoe-Brücke (堀越橋, Horigoe-bashi) ist Shimada-jima erreichbar.

## Sehenswürdigkeiten
Vom nördlichsten Punkt der Insel, Kap Magosaki (孫崎), kann der Naruto-Strudel gesehen werden. Daneben ist Ōge-jima die Heimat des Ōtsuka-Kunstmuseums, das auf 29.412 m² Ausstellungsfläche – die größte Japans – Reproduktionen darbietet, darunter von 1000 Meisterwerken von Keramiken, sowie Gemälden wie Michelangelos Deckengemälde der Sixtinischen Kapelle.